# COOLS Hidemitsu with The HUNGRY
COOLS Hidemitsu with The HUNGRY（クールス・ヒデミツ・ウィズ・ザ・ハングリー）は、日本のロックバンド（アメリカンロックンロール）。2008年よりクールス佐藤秀光のソロプロジェクトとして活動開始。2010年1stアルバム”ガソリンがある限り”発表。2012年ミニアルバム”ガソリンが残りわずか”リリース。

## 代表曲
- ガソリンがある限り
- I'm Just Rider
- スーパーラッキーマン
- エブリバディカーニバル